# Grallaricula
Grallaricula là một chi chim trong họ Grallariidae.